# Ципиканское сельское поселение
Се́льское поселе́ние «Ципиканское» — упразднённое муниципальное образование в Баунтовский эвенкийском районе Бурятии Российской Федерации.
Административный центр — посёлок Ципикан.

## История
Статус и границы сельского поселения установлены Законом Республики Бурятия от 31 декабря 2004 года № 985-III «Об установлении границ, образовании и наделении статусом муниципальных образований в Республике Бурятия».
Законом Республики Бурятия от 7 июля 2017 года № 2471-V сельские поселения «Багдаринское» и «Ципиканское» были преобразованы, путём их объединения, в сельское поселение «Багдаринское».

## Население
| 2002 | 2011 | 2012 | 2013 | 2014 | 2015 | 2016 | 2017 |
| ---- | ---- | ---- | ---- | ---- | ---- | ---- | ---- |
| 203  | ↘136 | ↘128 | ↘120 | ↘119 | ↗122 | →122 | ↘120 |

## Состав сельского поселения
| № | Населённый пункт | Тип населённого пункта          | Население |
| - | ---------------- | ------------------------------- | --------- |
| 1 | Баунт            | посёлок                         | ↘33       |
| 2 | Верхний Ципикан  | посёлок                         | →0        |
| 3 | Курорт Баунт     | посёлок                         | ↘39       |
| 4 | Окунево          | посёлок                         | ↘6        |
| 5 | Ципикан          | посёлок, административный центр | ↘69       |